# Klimovka
Klimovka je potok na horní Oravě, v severní části okresu Dolný Kubín. Jde o levostranný přítok Hruštínky, měří 2,7 km a je tokem V. řádu.

## Pramen
Pramení v Oravské Maguře, v podcelku Kubínska hoľa, na severozápadním svahu Kubínské hole (1 346,4 m n. m.) v nadmořské výšce přibližně 1 180 m n. m.

## Popis toku
Potok teče víceméně severoseverovýchodním směrem, na horním toku přibírá z pravé strany přítok ze severního svahu Kubínské hole. Dále přibírá pravostranný přítok z lokality Nad studnami a pak také krátký pravostranný přítok z lokality Klimovka. Jihozápadně od obce Hruštín ústí v neobydlené, lesnaté oblasti v nadmořské výšce cca 805 m n. m. do Hruštínky.